# Галустьянц, Иоанн Марк
Иоанн-Марк Маркарович Галустьянц (1899, Турция — 2 октября 1987) — религиозный деятель русского зарубежья, член Церкви евангельских христиан-баптистов (ЕХБ), протестантский пастор, богослов, апологет и евангелист-проповедник.

## Биография
Родился в 1899 г. в г. Осман (Киликия, Турция) в семье пастора армянской евангельско-протестантской общины Маркара Галустьяна, погибшего во время армянского погрома в 1909 году. В 1917 г. переселился в Баку, а с 1920 г. проживал в Кисловодске. Член Церкви евангельских христиан-баптистов (ЕХБ). Женился в 1923 г. В советские годы подвергался преследованиям за веру и сидел в лагере.
Во время Второй мировой войны был вывезен в Германию. Эмигрировал в США и в Канаду. Активный член Русско-Украинского братства евангельских христиан-баптистов (г. Ашфорд, США). Председатель русско-украинского Союза ЕХБ в Канаде (1958—1964). Известен под псевдонимом Иоанн Марк. Скончался 2 октября 1987 г.

## Сочинения
- «Божий план спасения»: В 2-х томах.
- «История моей жизни». — Корнталь: Свет на Востоке, 1989.